# Scleropauropus hastifer
Scleropauropus hastifer är en mångfotingart som beskrevs av Filippo Silvestri 1902. Scleropauropus hastifer ingår i släktet hårdfåfotingar, och familjen fåfotingar. Inga underarter finns listade i Catalogue of Life.